# Béalencourt
Béalencourt település Franciaországban, Pas-de-Calais megyében. Lakosainak száma 133 fő (2022. január 1.). Béalencourt Maisoncelle, Rollancourt, Auchy-lès-Hesdin, Azincourt és Blangy-sur-Ternoise községekkel határos.

## Népesség
A település népességének változása:
| Lakosok száma | 126  | 128  | 134  | 130  | 131  | 129  | 128  | 126  | 133  |
|               | 2013 | 2015 | 2016 | 2017 | 2018 | 2019 | 2020 | 2021 | 2022 |